# Apad
Apad fue un pueblo filipino de la provincia de Tayabas, difuminado con el tiempo en el municipio de Calauag.

## Historia
Hacia mediados del siglo XIX, el lugar, por entonces anejo del de Calauag, tenía contabilizada una población de 393 habitantes, repartidos en 66 casas. Aparece descrito en el primer volumen del Diccionario geográfico, estadístico, histórico de las Islas Filipinas (1850) de Manuel Buzeta Núñez y Felipe Bravo con las siguientes palabras:

APAD: pueblo que forma jurisd. civil y ecl. con el de Calauag ó Calauay, y tiene cura y gobernadorcillo, en la isla de Luzon, prov. de Tayabas, dióc. de Nueva-Cáceres: sit. en los 125° 50' long., 14° 7' 30" lat.; en la playa de una pequeña ensenada á que da nombre, entre dos rios de escaso caudal que desaguan en dicha ensenada: hállase bien defendido de los vendabales del N. E. por una cordillera de montañas: el clima es templado y saludable. Tiene tan solo unas 66 casas de sencilla construccion, careciendo de igl., casa parroquial y de la llamada tribunal, por ser este pueblo de escasísima importancia y ser un anejo de Calauag, cuyo clérigo, que es un secular, asiste en lo espiritual á ambos. Se comunica con los pueblos inmediatos, por medio de caminos regulares y recibe el correo semanal establecido en la isla. El terreno presenta un pequeño llano muy fértil y regado por varios rios donde se halla la pobl., cuyos rios corren uno de S. E. á N. O. y dos de N. E. á S. O. á desaguar en la ensenada, el primero por el S. de la pobl., y los otros por el N. O.; precipitándose todos por las cañadas de una cordillera de montañas que desprendiéndose de las centrales de la prov., se dirige por el E. de Apad, á formar un notable cabo al N. de la misma pobl., en la costa setentrional de la prov. y oriental de la isla. En estos montes tiene buenos bosques donde se cria madera de construccion y ebanistería; en los huecos de los troncos de los árboles y quebradas se halla buena miel que depositan las abejas; hay tambien caza mayor y menor. El term. confina por E. con la prov. de Camarines-Norte; por S. con Calagua que dista como 1 ¼ leg. con el que se comunica por medio de un buen camino y por cuyo medio recibe el correo semanal de la isla. Por O. y N. sus confines son marítimos. Las principales prod. del terreno cultivado consisten en arroz, maiz, caña dulce, ajonjolí, abacá, añil, cocos, mangas, etc. Los habit. se dedican á la agricultura, beneficio de sus productos, y á la pesca. pobl. 393 alm., 91 trib. que importan 910 rs. plata, equivalentes á 2,275 rs. vn.
(Buzeta y Bravo, 1850, pp. 304-305)